# 313 Dywizja Strzelecka (ZSRR)
313 Dywizja Strzelecka (ros. 313-я стрелковая дивизия) – związek taktyczny (dywizja) Armii Czerwonej.
Sformowana w 1941, w związku z niemiecką agresją na ZSRR. Broniła Karelii, brała udział w pokonaniu wojsk fińskich. W 1945 przerzucona do Polski, zdobyła m.in. Koszalin, Sępolno, Gdynię i Biały Bór 26 lutego 1945, kończąc panowanie reżimu III Rzeszy na tych terenach. W tym czasie dowodzona była przez płk Nikifora Cygankowa i wchodziła w skład 3 Gwardyjskiego Korpusu Pancernego. Zakończyła swój szlak bojowy pod Sławnem (do 1945 pod panowaniem reżimu III Rzeszy).

## Dowództwo dywizji
Dowódcy:
- Anton Pawłowicz (01.07.1941 – 31.10.1941),
- Aleksandr Pietrow (01.10.1941 – 30.11.1941),
- Grigorij Gołowanow (01.11.1941 – 29.02.1944),
- płk Nikifor Cygankow[1] (28.02.1944 – 04.03.1945),
- płk Wasilij Asafjew (01.03.1945 – 31.05.1945)[2].

## Struktura organizacyjna
- 1068 Pułk Strzelecki,
- 1070 Pułk Strzelecki,
- 1072 Pułk Strzelecki,
- 856 Pułk Artylerii[3].